# 聖母の神殿奉献 (ティントレット)

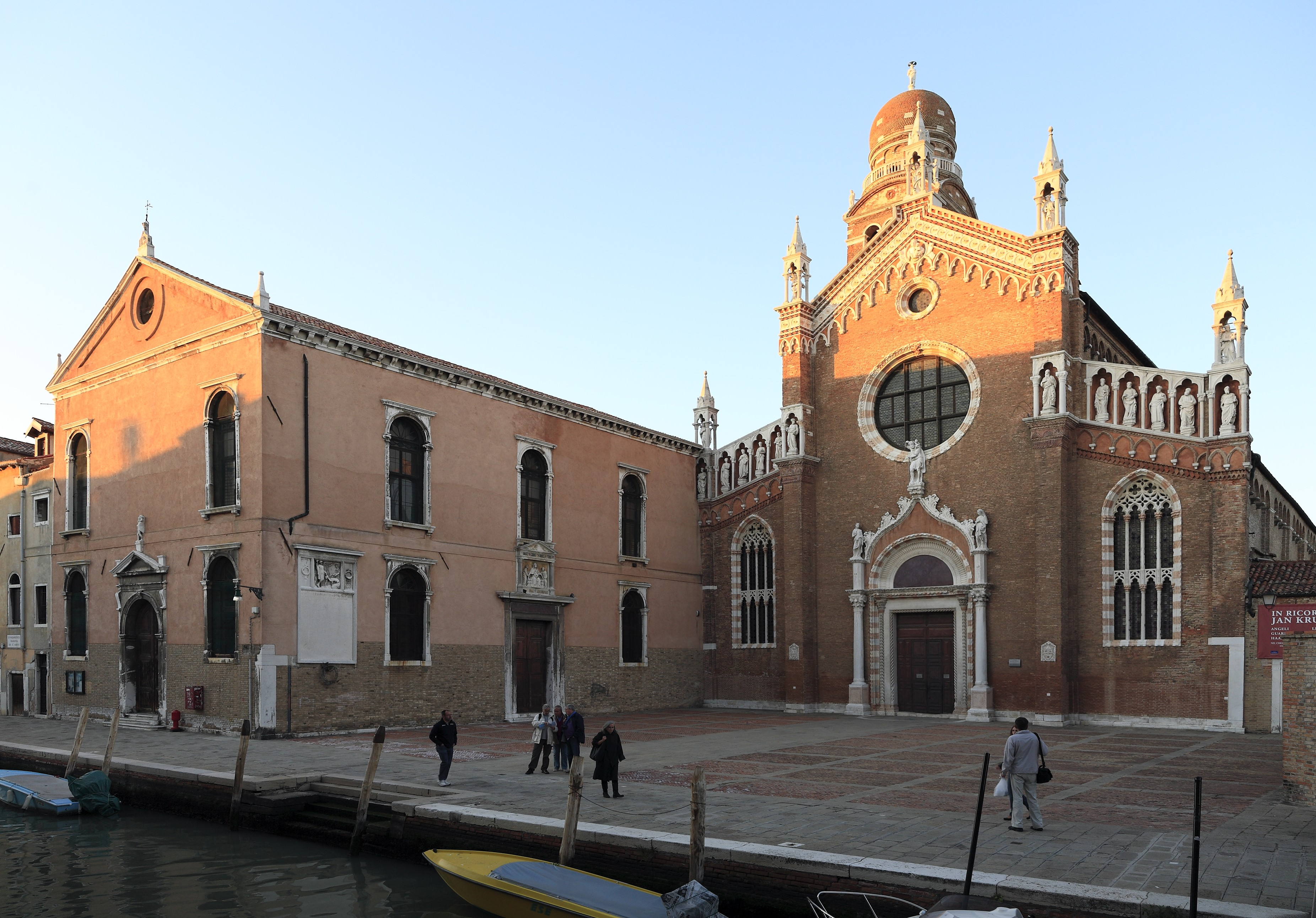
マドンナ・デッロルト教会。

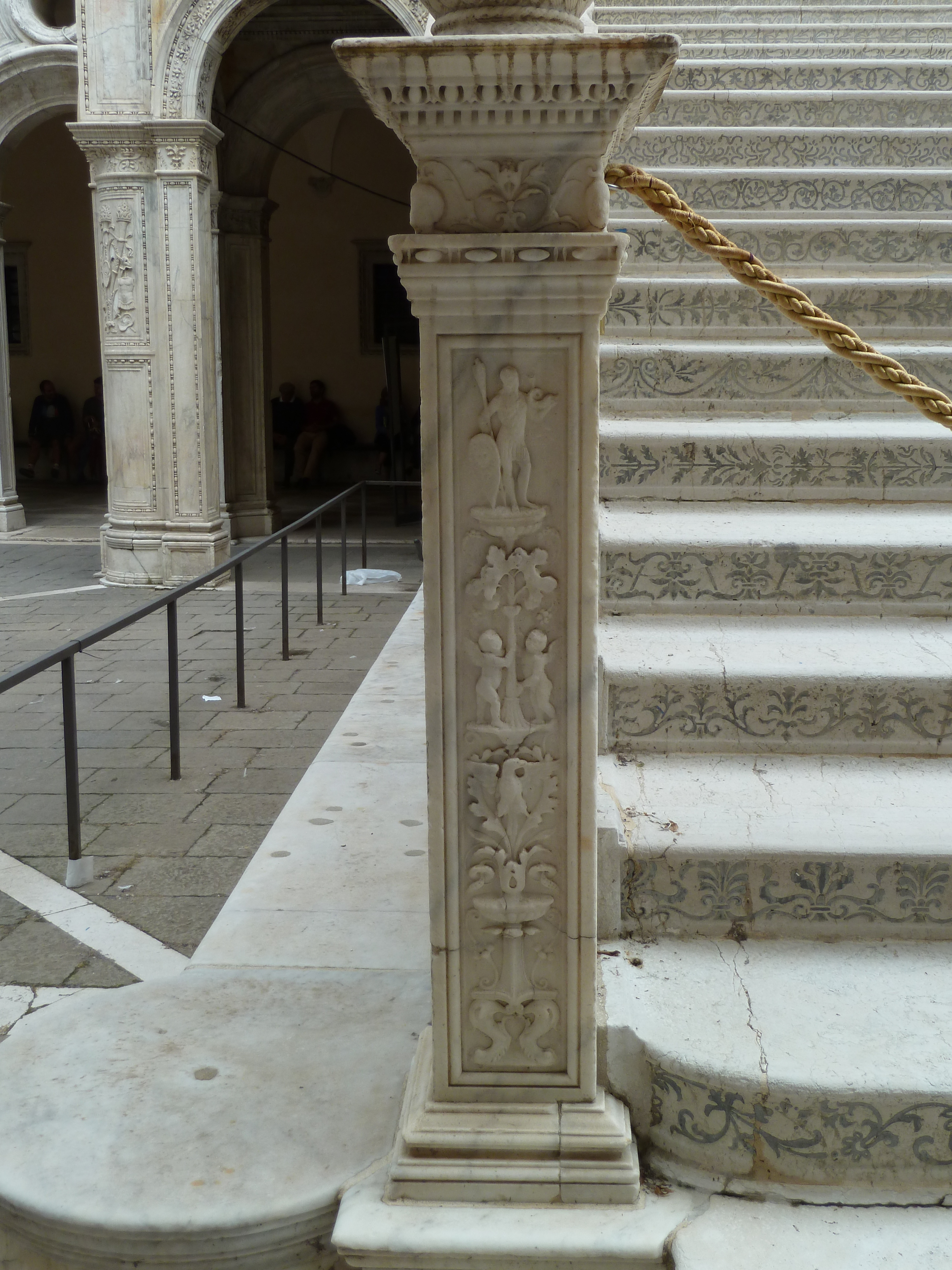
ドゥカーレ宮殿中庭の階段スカーラ・デイ・ギガンティの装飾。

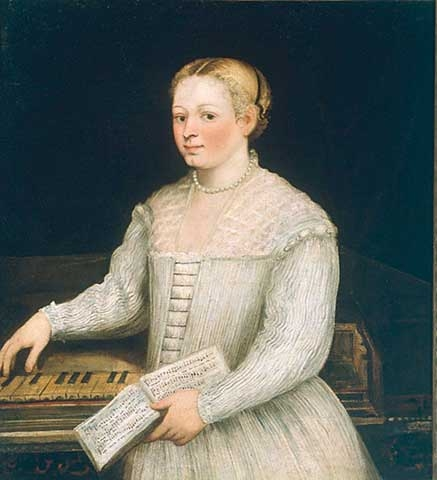
ティントレットの娘マリエッタの『自画像』。幼少期に本作品の聖母のモデルをしたと伝えられるマリエッタは成長して画家となった。ウフィツィ美術館所蔵。

『聖母の神殿奉献』（せいぼのしんでんほうけん、伊: Presentazione di Maria al Tempio, 英: Presentation of the Virgin at the Temple）は、イタリアのルネサンス期のヴェネツィア派の巨匠ティントレットが1550年から1553年に制作した絵画である。油彩。主題は『新約聖書』の外典福音書の１つ「ヤコブの福音書」で語られている聖母の神殿奉献のエピソードから採られている。もともとはヴェネツィアのカンナレージョにあるマドンナ・デッロルト教会の、オルガンの外扉の両翼を飾るために制作された作品で、扉を閉じたときに1枚の絵画となるように、2つのキャンバスに分割されて描かれた。現在は1枚の絵画としてつなぎ合わされて同教会に所蔵されている。

## 制作経緯
1551年11月6日付けの契約書は、ティントレットが1548年にマドンナ・デッロルト教会のオルガンの扉を制作する依頼を受け入れたことを記録している。1548年の最初の契約では、報酬は5スクード、小麦粉2ブッシェル、ワイン1樽であった。しかしティントレットはまだ制作を開始していなかった。1551年に新たに結ばれた契約では30ドゥカートの報酬が追加された。納期は1552年の復活祭と定められたが、支払いは分割で1556年5月まで続いた。

## 作品
ティントレットはエルサレム神殿の階段を上っていく幼い聖母マリアを描いている。階段の最上段には教皇の衣装をまとった大祭司ザカリアの姿がある。厳しい視線を幼い聖母に向けている大祭司の姿は聖母の甘美さとは対照的である。さらに何人かのパリサイ人が驚いた表情で聖母を見つめている。階段の両側は大勢の群衆によって取り囲まれている。とりわけ画面右下には少女と一緒に座っている母親の姿があり、画面右側には子供を抱きかかえながら立っている女性の姿がある。また階段左側の群衆には乞食や障害者の姿が見える。階段の側面に彫刻されたレリーフには鍍金が施されており、太陽の光で輝き、階段に落ちた影の中でも輝きを放っている。絵画がオルガンの外扉のために制作されたことから、絵画の構図はおそらく音楽的なつながりが与えられており、神殿の15の階段は巡礼者が年に1度の教会の行進で歌う15の昇階唱（『旧約聖書』「詩篇」120行-134行）との関連が指摘されている。階段側面のレリーフ装飾はおそらくドゥカーレ宮殿の中庭にある宮殿1階の大広間へと続く階段スカーラ・デイ・ギガンティ（Scala dei Giganti）に触発されている。
背景には力の象徴であるオベリスクの先端部分を垣間見ることができ、将来の偉大さを予兆するかのように聖母の近くに配置されている。少女と座っている母親や子供を抱きかかえて立っている女性像はおそらく《慈愛》を表している。
ティントレットは神殿の階段を上る聖母の姿を、ティツィアーノ・ヴェチェッリオや、チーマ・ダ・コネリアーノ、ヴィットーレ・カルパッチョといったヴェネツィアの画家たちが描いた典型的な真横からの視点ではなく、下からの視点で、透視図法を用いて描くことにより、独自性のある構図を創り出している。絵画のダイナミックな緊張は聖母に集中しており、画面全体に対してわずかに中心からずらし、左側に配置した動きのある老人と前景の女性によってバランスをとっている。
画面左から右に斜めに照射する照明は場面に大きな表現力を与えている。階段のレリーフ彫刻には金箔を使用しており、特に左側の影の部分で効果を発揮している。両翼の額縁もまた絵画の中の階段のように部分的に鍍金されていた。
最近発見されたティントレットの義理の息子セバスティアーノ・カッセル（Sebastiano Casser）によるとされる家族史は、ティントレットが娘マリエッタ・ロブスティを幼い聖母マリアとして描き、マリエッタの母親であり、ティントレットが恋をしたドイツ人女性を聖アンナとして描いたことを伝えている。

## 来歴
完成した絵画はオルガンの外扉に設置された。このオルガンは右側の身廊の端にある聖具室の上に設置されていた。本作品を見たジョルジョ・ヴァザーリは、教会の中で「最もよく描かれた、最も幸福な」絵画であると称賛の言葉を残している。ティントレットはまた同時期に、オルガンの内側の扉を飾るために対作品『聖ペトロへの十字架の出現』（Apparizione della croce a san Pietro）と『聖パウロの斬首』（La Decapitazione di san Paolo）を制作した。その後、1581年にフランチェスコ・サンソヴィーノは「オルガンはティントレットによって制作された」と簡単に言及した。オルガン装飾について最初に詳しく言及したのは17世紀の画家・伝記作家のカルロ・リドルフィである（1642年）。絵画はその後マルコ・ボスキーニ（1642年）からザネッティ（Zanetti, 1771年）、ジャンナントニオ・モスキーニ（1815年）に至るまで一貫してオルガンの一部を構成していると言及されている。したがって絵画がオルガンから取り外されたのはそれ以降のことである。
現在、オルガンは入口の上部に設置されており、『聖母の神殿奉献』はかつてオルガンが設置されていた場所とほぼ同じ位置に展示されている。また『聖ペトロの幻視』と『聖ペトロの斬首』は教会の後陣の主祭壇画の両側に設置されている。

## 評価
ヴィクトリア朝の美術評論家ジョン・ラスキンは『聖母の神殿奉献』によってティントレットの独創性を知ったと述べている（1845年）。また作家ヘンリー・ジェイムズは、ティントレットが見る人の心に永遠に刻み込むような方法で奉献の場面を巧みに支配したと書いている（1872年）。

## ギャラリー

マドンナ・デッロルト教会の他のティントレット作品
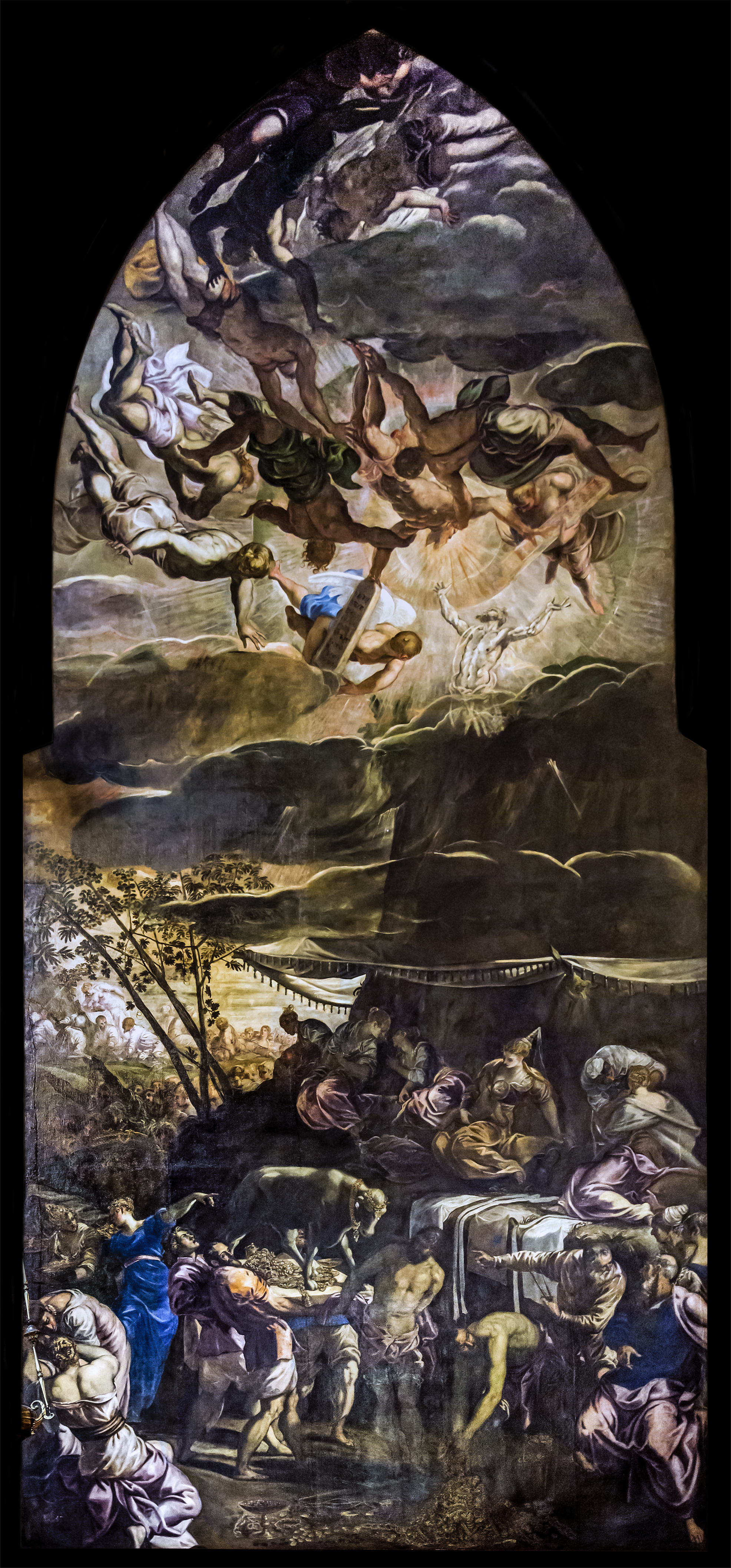
『モーセへの十戒の授与と黄金の子牛の制作』1563年
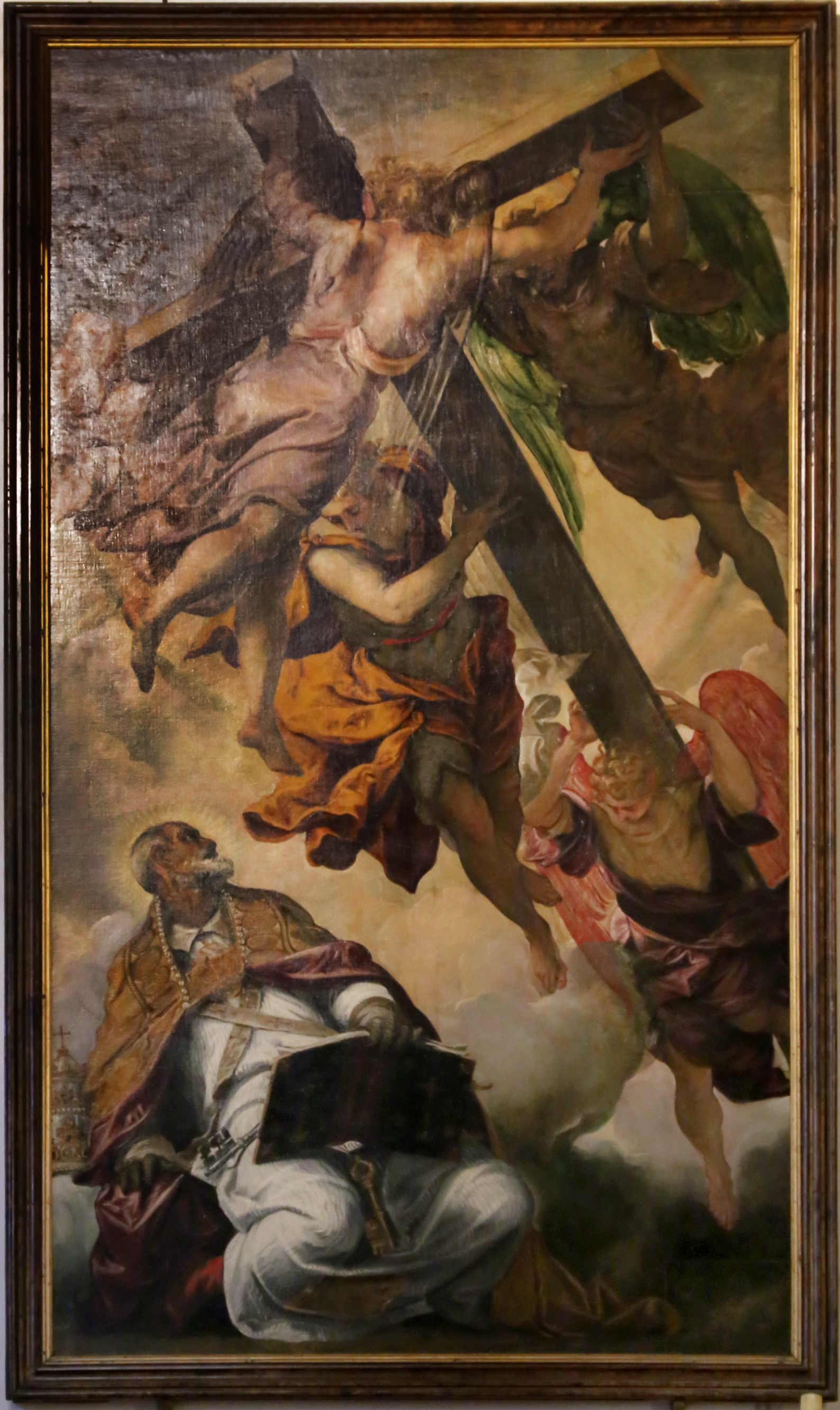
『聖ペトロへの十字架の出現』1550年頃
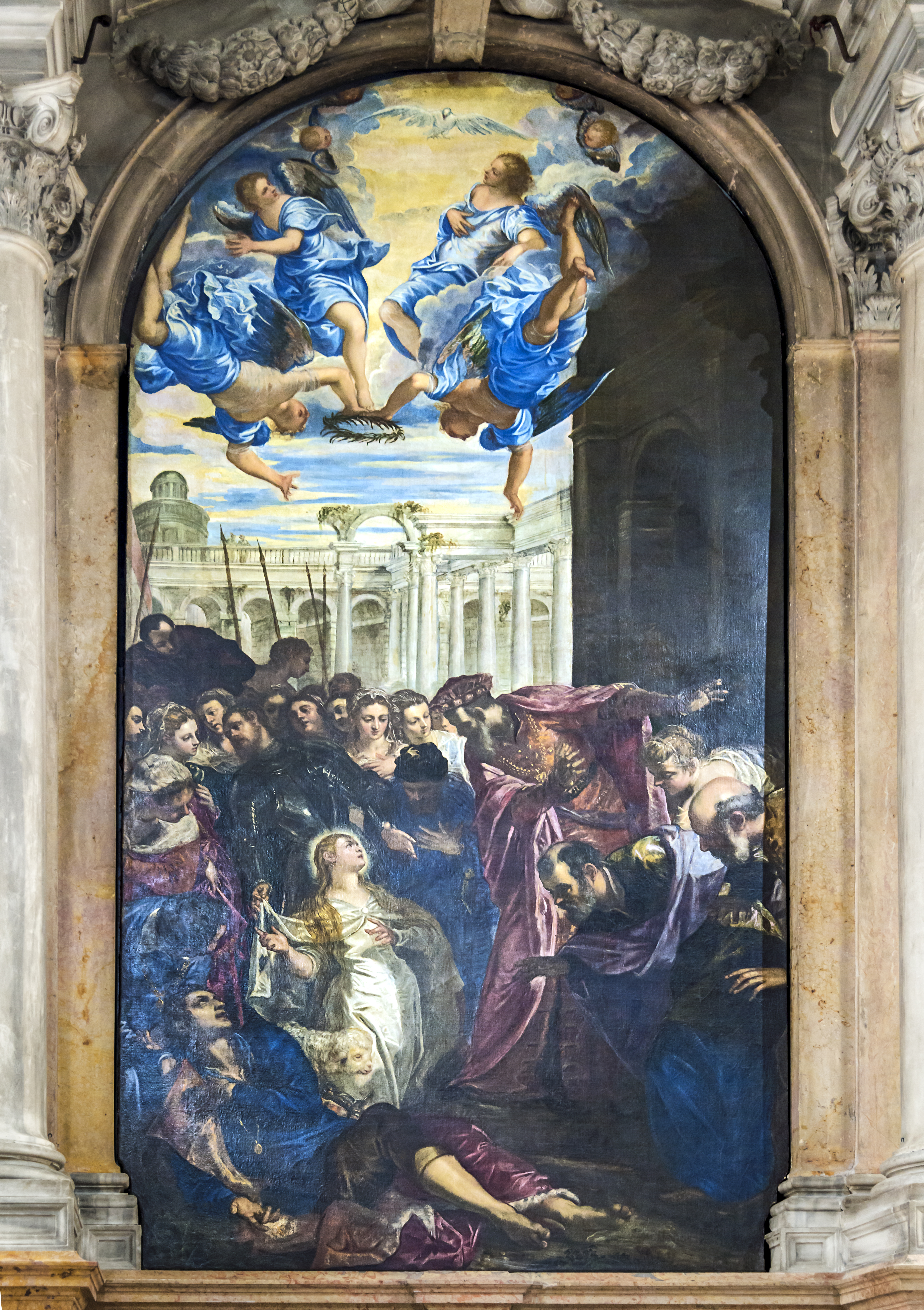
『聖アグネスの奇跡』1577年頃
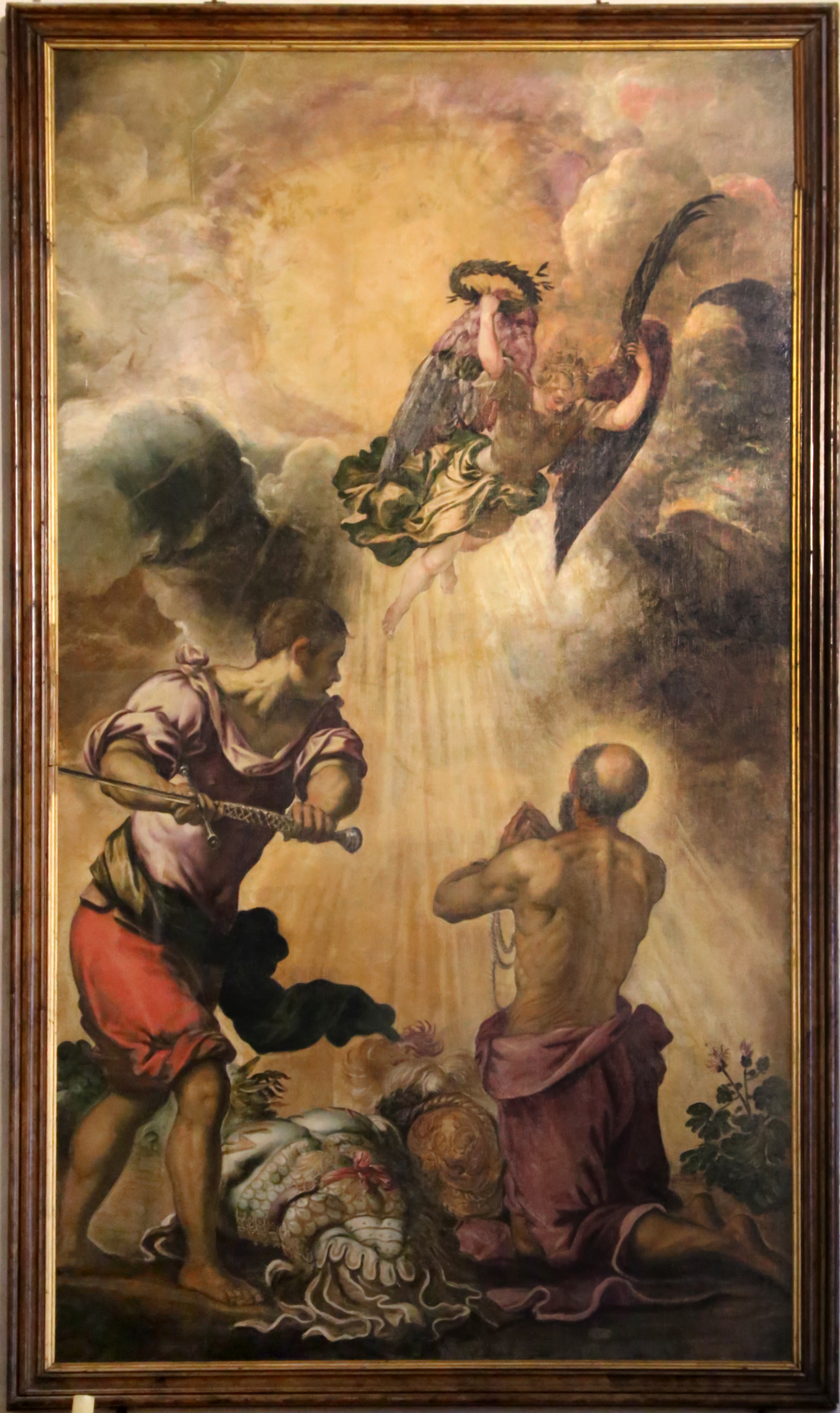
『聖パウロの斬首』1550年から1553年の間
『最後の審判』1560年から1562年の間